# Stazione di Mosciano Sant'Angelo
La stazione di Mosciano Sant'Angelo è una fermata ferroviaria della ferrovia Teramo-Giulianova a servizio dell'omonimo comune.

## Storia
In passato presso questa stazione era effettuato lo scalo merci, a testimonianza di ciò in essa è ancora presente l'ex magazzino merci.

## Strutture e impianti
La stazione di Mosciano Sant'Angelo è gestita da Rete Ferroviaria Italiana (RFI). È attivo un ristorante/taverna all'interno del fabbricato viaggiatori, nei locali che prima dell'avvenuto impresenziamento costituivano gli alloggi del capostazione. L'impianto è servito da un unico binario.

## Movimento
La stazione è servita da treni regionali gestiti da TUA e Trenitalia nell'ambito del contratto di servizio stipulato con la regione Abruzzo.

## Servizi
La stazione dispone di:
- Biglietteria self-service
- Bar
- Ristorante